# Abborretjärnet (Ärtemarks socken, Dalsland)
Abborretjärnet är en sjö i Bengtsfors kommun i Dalsland och ingår i Göta älvs huvudavrinningsområde. Sjön har en area på 0,048 kvadratkilometer och ligger 122,1 meter över havet.